# Cromato di calcio
Il cromato di calcio è un sale inorganico con formula chimica {\displaystyle {\ce {CaCrO4}}}. È un solido cristallino di colore giallo chiaro che generalmente si trova sotto forma di diidrato nella formula {\displaystyle {\ce {CaCrO4}}}·{\displaystyle {\ce {2H2O}}}. Esiste un minerale costituito dalla forma anidro del cromato di calcio; esso è detto cromatite ed è molto raro.
Il cromato di calcio è occasionalmente usato come pigmento, ma questo utilizzo è ridotto per via della forte tossicità e cancerogenicità dei composti con cromo esavalente, come i cromati appunto. Un uso più frequente lo vede impiegato come agente anticorrosivo nelle procedure di cromatazione. Può anche essere usato nell'ambito della galvanostegia del cromo.

## Sintesi e reazioni
Il cromato di calcio si origina dalla reazione di metatesi tra il cromato di sodio e il cloruro di calcio, secondo l'equazione:
{\displaystyle {\ce {Na2CrO4}}} + {\displaystyle {\ce {CaCl2}}} → {\displaystyle {\ce {CaCrO4}}} + 2 {\displaystyle {\ce {NaCl}}}
In soluzione acquosa a temperatura ambiente si ottiene il cromato di calcio diidrato, mentre a temperature pari o superiori a 200 °C lo stesso composto perde acqua, trasformandosi nella forma anidro.
È un composto ossidante ed esercita la sua attività di ossidazione sui composti organici (come gli alcoli) o sugli agenti riducenti (come i metalli), trasformandoli nei corrispondenti composti carbonilici od ossidi metallici; al tempo stesso, trattandosi di una reazione di ossidoriduzione, il cromo(VI) contenuto nel cromato di calcio si riduce a cromo(III), ossia abbassa di tre unità il proprio numero di ossidazione.
Il cromato di calcio allo stato solido reagisce in modo esplosivo con l'idrazina. Inoltre brucia improvvisamente anche se fatto reagire con il boro e sottoposto a ignizione; ciò rappresenta un concreto rischio di incendio.

## Tossicità
Tutti gli utilizzi industriali del cromato di calcio sono fortemente tossici negli esseri umani; questo composto è inserito nel gruppo 1 delle sostanze cancerogene stilato dall'Agenzia internazionale per la ricerca sul cancro (IARC). A causa delle sue proprietà corrosive è inoltre in grado di produrre danni oculari permanenti.
La cancerogenicità del cromato di calcio è dovuta soprattutto alla sua spiccata genotossicità.